# Elazar Abuhatzeira

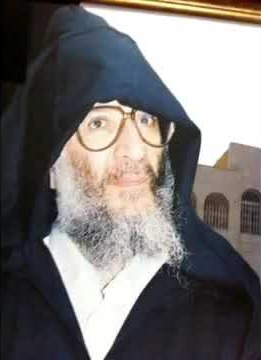
Elʿazar Abuchatzeira

Elʿazar Abuchatzeira (hebräisch אלעזר אבוחצירא von seinen Anhängern Baba Elʿazar באבא אלעזר genannt; geboren 1948 in Rissani, Marokko; gestorben am 29. Juli 2011 in Beʾer Scheva, Israel) war ein orthodoxer sephardischer Rabbiner, Kabbalist und spiritueller Führer.
Der 70-Jährige empfing täglich bis zu 500 Menschen. Er soll Hilfe in Belangen des täglichen Lebens, Ehe- und Geschäftsangelegenheiten sowie Antworten auf Fragen zur Halacha gegeben haben.

## Leben
Er wurde in Marokko geboren als Sohn von Meʾir und Simcha Abuchatzeira und war der Enkel von Baba Sali (Yisraʾel Abuchatzeira) sowie Bruder von David Chai Abuchatzeira (Rabbiner in Nahariya). Weitere Brüder sind Rabbiner Jekutiʾel, Rabbiner Refaʾel von Aschdod und Rabbiner Jeschuʿa Werachamim.
Im Jahr 1966 wanderte Elʿazar Abuchatzeira nach Israel ein, wo er u. a. an der Porat Yosef Yeshiva studierte und später eine eigene Jeschiva leitete. Er war bekannt für seine guten und einflussreichen Beziehungen in die Geschäftswelt und zur Politik, war einer der führenden Kabbalisten in Israel und figurierte auf diversen Listen der reichsten Personen des Landes mit einem (2011) geschätzten Vermögen in Höhe von 80 Mio. US-Dollar.

### Betrugsvorwürfe
Seit 1997 wurden verschiedene Vorwürfe bezüglich Betrug und Steuerhinterziehung laut, die auch in der Presse behandelt wurden; so soll er verschiedene Menschen über Gebühr manipuliert, für Segnungen Geld und im Falle der Nichtbezahlung Verfluchungen angedroht haben. Hinzu kamen Vorwürfe nicht vereinbarungsgemässer Grundstücksverkäufe sowie daraus resultierender Umgehung von Grund- und Vermögensteuer.
Auf seinen Konten befanden sich im Jahr 2003 angeblich mindestens 250 Mio. Schekel (NIS), die auf Geschenke, Spenden und „Beiträge“ zurückzuführen waren, so dass der israelische Staat eine Einkommensteuerschuld in Höhe von 100 Mio. NIS bezüglich Geldern, die er von „Anhängern“ erhalten hatte, festsetzte, später wurde aber eine tatsächliche Vereinbarung erzielt zur Zahlung von 20 Mio. NIS an soziale Organisationen.
2004 erzielte Elʿazar Abuchatzeira angeblich bereits ein Einkommen in Höhe von 500 Mio. NIS (entsprach 141 Mio. USD) und sollte steuerlich neu veranlagt werden, ein entsprechendes Verfahren vor dem Obersten Gericht in Israel hatte aber keinen Erfolg.
Im Jahr 2009 wurde ein Mann angeklagt, der Abuchatzeira mit dem Tod gedroht hatte, nachdem dieser ihm die Heilung von einer Krankheit versprochen hatte, die aber nicht eintrat.
2010 wurde Abuchatzeira von New Yorker Juden verklagt, weil er angeblich mehrere Hunderttausend Dollar kassiert haben sollte für versprochene „Wunder, die nie eintraten“.
Yossi Bar Moha, der Journalist, der die Untersuchungen geben Abuchatzeira 1997 ins Rollen brachte, bezeichnete Abuchatzeira als „Scharlatan, Betrüger und Hochstapler, der die Unwissenheit der Menschen schamlos ausnutzte und diese an den Rand des Ruins brachte“.
Seine Anhänger hingegen verteidigten ihn als bescheidenen, anspruchslosen, sittsamen und sozial eingestellten Menschen, der sich für die Armen einsetzt, und wiesen u. a. auf seine Suppenküchen hin, wo täglich unzählige Menschen kostenlos verpflegt wurden.

### Ermordung
Am 28. Juli 2011 wurde Elʿazar Abuchatzeira in seiner Jeschiva in Beʾer Scheva von einem vermeintlich Ratsuchenden erstochen. Der 42-jährige Angreifer (Ascher Dahan aus der ultraorthodoxen Stadt Elʿad), der nach der Tat von Abuchatzeiras Studenten überwältigt und der Polizei übergeben wurde, war angeblich unzufrieden mit Ratschlägen zur Eheführung, die ihm Abuchatzeira zuvor gegeben haben soll. Wiederbelebungsversuche durch Personal des Magen David Adom blieben erfolglos, Abuchatzeira wurde in die Ambulanz des Universitären Medizinischen Zentrums Soroka gebracht, wo nur noch sein Tod festgestellt werden konnte.
Nach seinem Tod versammelten sich Hunderte Anhänger vor seinem Haus und beklagten den Verlust. Israels Premierminister Benjamin Netanjahu sagte: „Der Rav war ein geistiger Führer für viele Israelis. Er half ihnen mit Rat und Wohltätigkeit und tat dies oft im Geheimen.“
Die Beerdigung fand am 29. Juli 2011 in Jerusalem statt, wo Abuchatzeira auf dem Jüdischen Friedhof am Ölberg im Beisein Zehntausender, darunter Israels Oberrabbiner, charedische Minister und verschiedene Knesset-Mitglieder, bestattet wurde.